# Камден (Нью-Джерси)
Ка́мден (англ. Camden) — город на восточном побережье США, в штате Нью-Джерси, центр одноимённого округа.

## Географическое положение
Город расположен на реке Делавэр, восточнее Филадельфии. Камден и Филадельфия соединены мостом Бенджамина Франклина.

## История

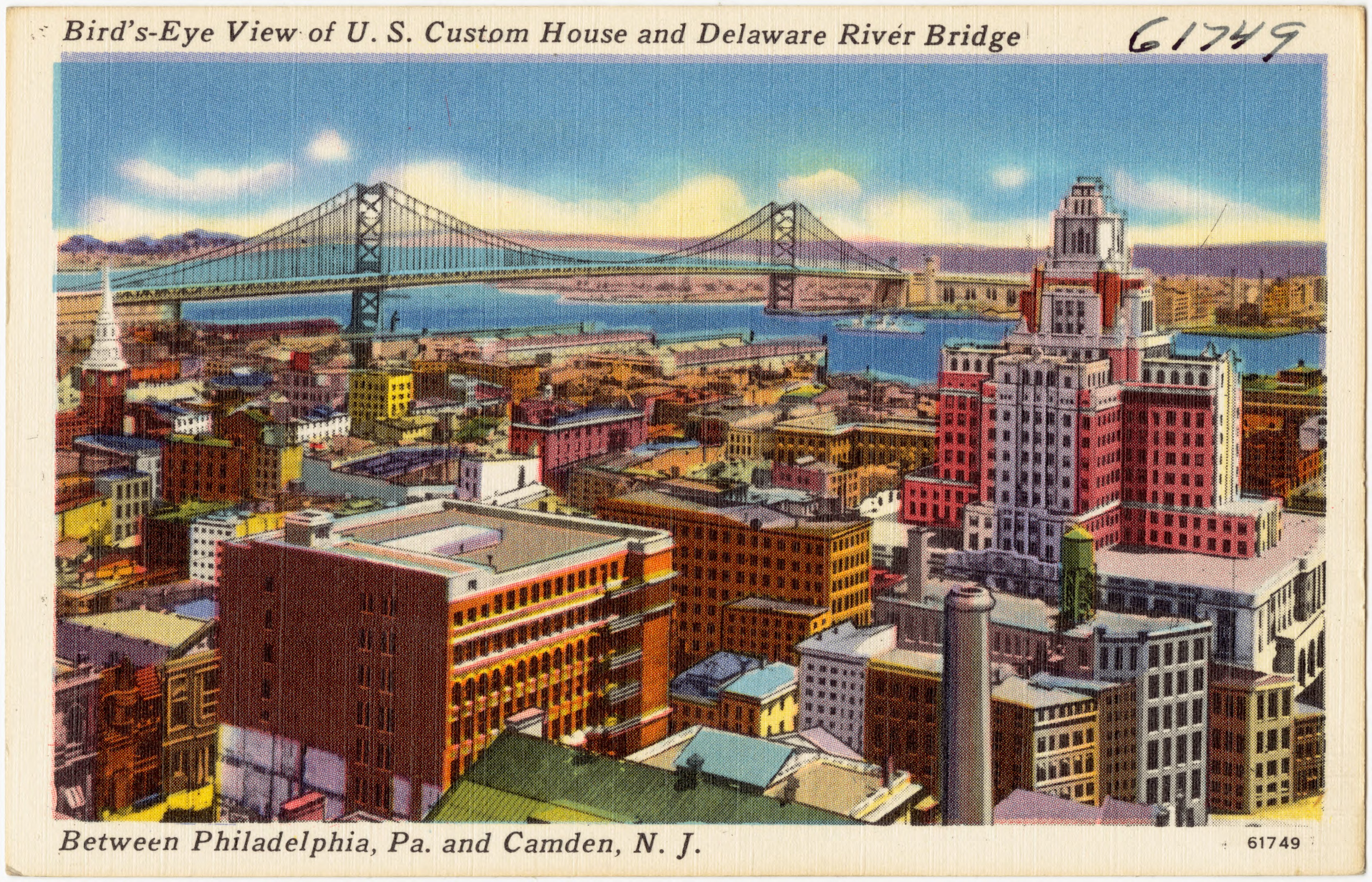
Даунтаун Камдена на открытке 1930-х годов

Камден основан 13 февраля 1828 года из частей ныне несуществующего посёлка Ньютон. 13 марта 1844 года Камден стал частью вновь образованного одноимённого округа.
Некогда процветающий центр промышленности, в настоящее время город переживает упадок.

## Население
По состоянию на 2010 год население города составляло 77 344 человек. Население города постоянно сокращается начиная с 1990 года.
Около половины жителей составляют афроамериканцы, и ещё около половины — лица латиноамериканского происхождения.
Двое из пяти жителей находятся ниже национальной черты бедности.

## Преступность
После Второй мировой войны Камден представлял собой тихий провинциальный город. Однако со временем в нём значительно ухудшилась криминогенная ситуация. Три мэра города были заключены в тюрьму за коррупцию, в том числе последний, Милтон Милане, в 2000 году. С 2005 по 2012 годы, школьная система и полиция находились в ведении штата Нью-Джерси.
29 октября 2012 года ФБР объявило о том, что Камден на тот момент занимает первое место по совершению насильственных преступлений по расчёту на душу населения среди городов с населением более 50 000 жителей. В 2008 году в Камдене был самый высокий уровень преступности в США с 2333 насильственными преступлениями на 100 000 человек, в то время как среднем по стране показатель был 455 на 100 000 жителей.